# Epalzeorhynchos
Epalzeorhynchos é um gênero de peixes de barbatanas raiadas da família Cyprinidae, conhecidos por "tubarões", mas são peixes ósseos que não têm relação com os verdadeiros tubarões. Eles são, no entanto, membros de água doce da linhagem Osteichthyes, que é distinta da linhagem de tubarões Chondrichthyes. A descrição desses animais como "tubarões" é provavelmente uma referência à forma semelhante a um tubarão desses ciprinídeos populares.
O gênero Epalzeorhynchos pode ser colocado na tribo Garrini dos Labeoninae, ou na subtribo Garraina da tribo Labeonini, se estes forem considerados uma tribo da subfamília Cyprininae. Ainda não foi resolvido qual é uma representação mais apropriada de sua filogenia.

## Descrição e ecologia
Em tamanho e forma, Epalzeorhynchos geralmente se assemelha às botias indianas, que, embora também sejam cipriniformes, são muito distantes para ter outra coisa senão a evolução convergente responsável por essa semelhança. Alternativamente, Epalzeorhynchos pode ser considerado uma versão mais rechonchuda de Crossocheilus, que inclui o conhecido comedor de algas siamês (C. siamensis) e é um parente muito próximo. Sua coloração também é uma reminiscência de alguns Crossocheilus ou das Botias do Mekong (Yasuhikotakia), dependendo da espécie Epalzeorhynchos particular.[carece de fontes?]
Como é típico de Garrini, eles passam muito tempo no solo ou perto dele - embora não tanto quanto os verdadeiros gobioninos aparentados dos Gobioninae ou as botias da superfamília cipriniforme Cobitioidea. Ainda assim, eles geralmente só se movem por distâncias prolongadas durante a migração para seus locais de desova.
Este gênero se alimenta principalmente de aufwuchs, detritos e pequenos invertebrados e matéria vegetal. Suas peças bucais não são tão apomórficas como as de muitos outros Garrini; eles não têm um gorro rostral pronunciado, mas além dos dois barbilhos no rostro, eles retêm outro par de barbilhos nas bordas posteriores da maxila inferior. O lábio superior carrega uma crista curta eriçada, enquanto o inferior tem uma borda dura considerável com a qual eles podem raspar comida de substrato duro como pedras ou troncos.

## Espécies
Existem 4 espécies atualmente atribuídos a este gênero:

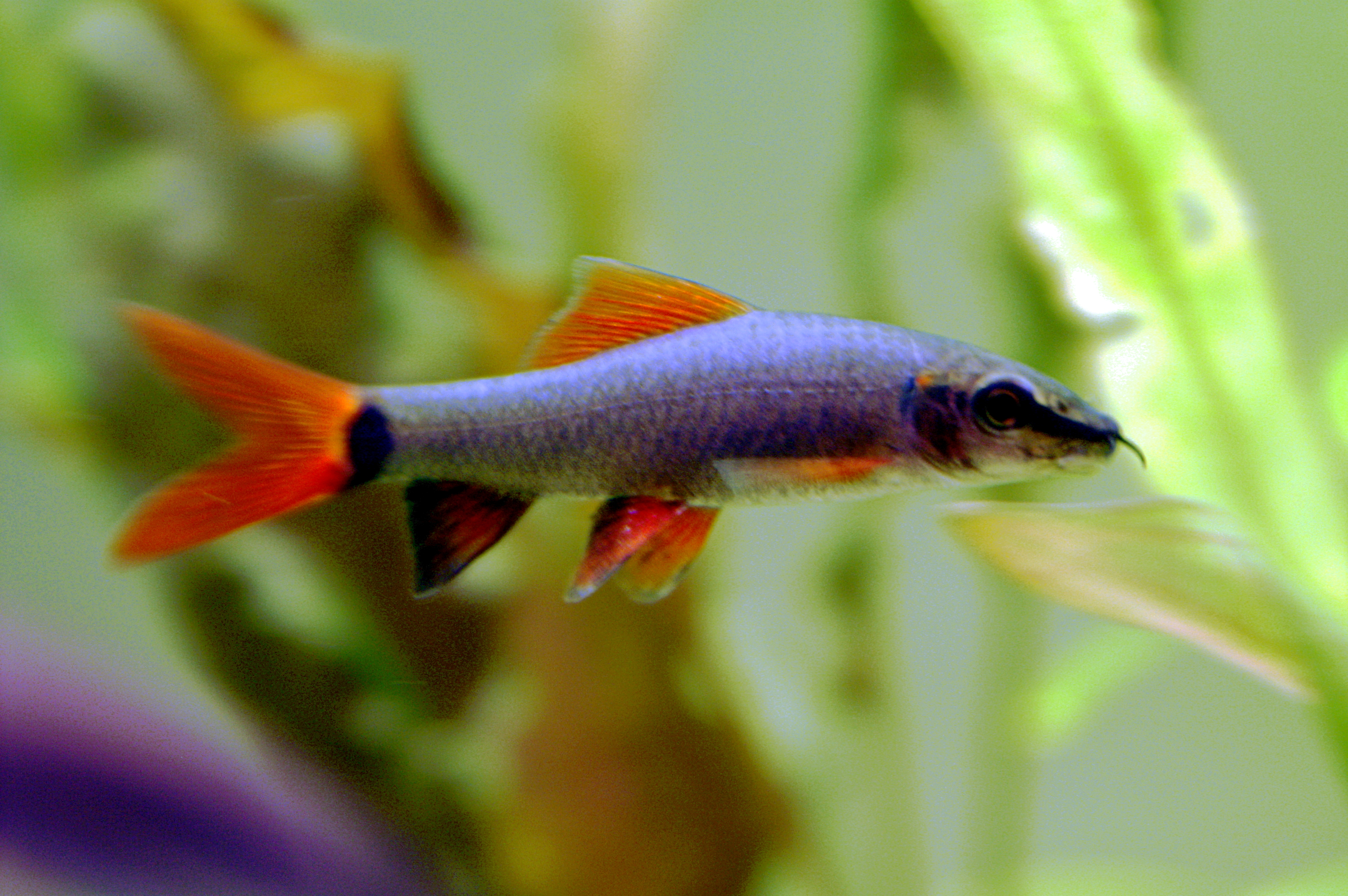
Epalzeorhynchos frenatum

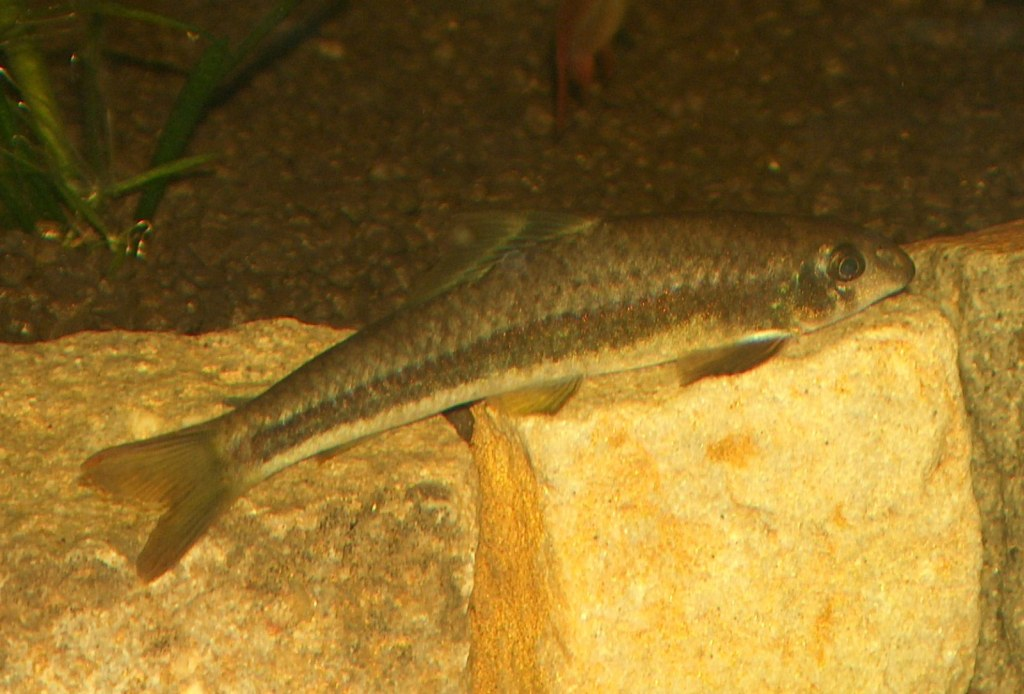
Epalzeorhynchos kalopterus

- Epalzeorhynchos bicolor (H. M. Smith, 1931)
- Epalzeorhynchos frenatum (Fowler, 1934)
- Epalzeorhynchos kalopterus (Bleeker, 1851)
- Epalzeorhynchos munense (H. M. Smith, 1934)

Além desses, Akrokolioplax bicornis foi incluído no Epalzeorhynchos até 2006.